# Bassin Zim

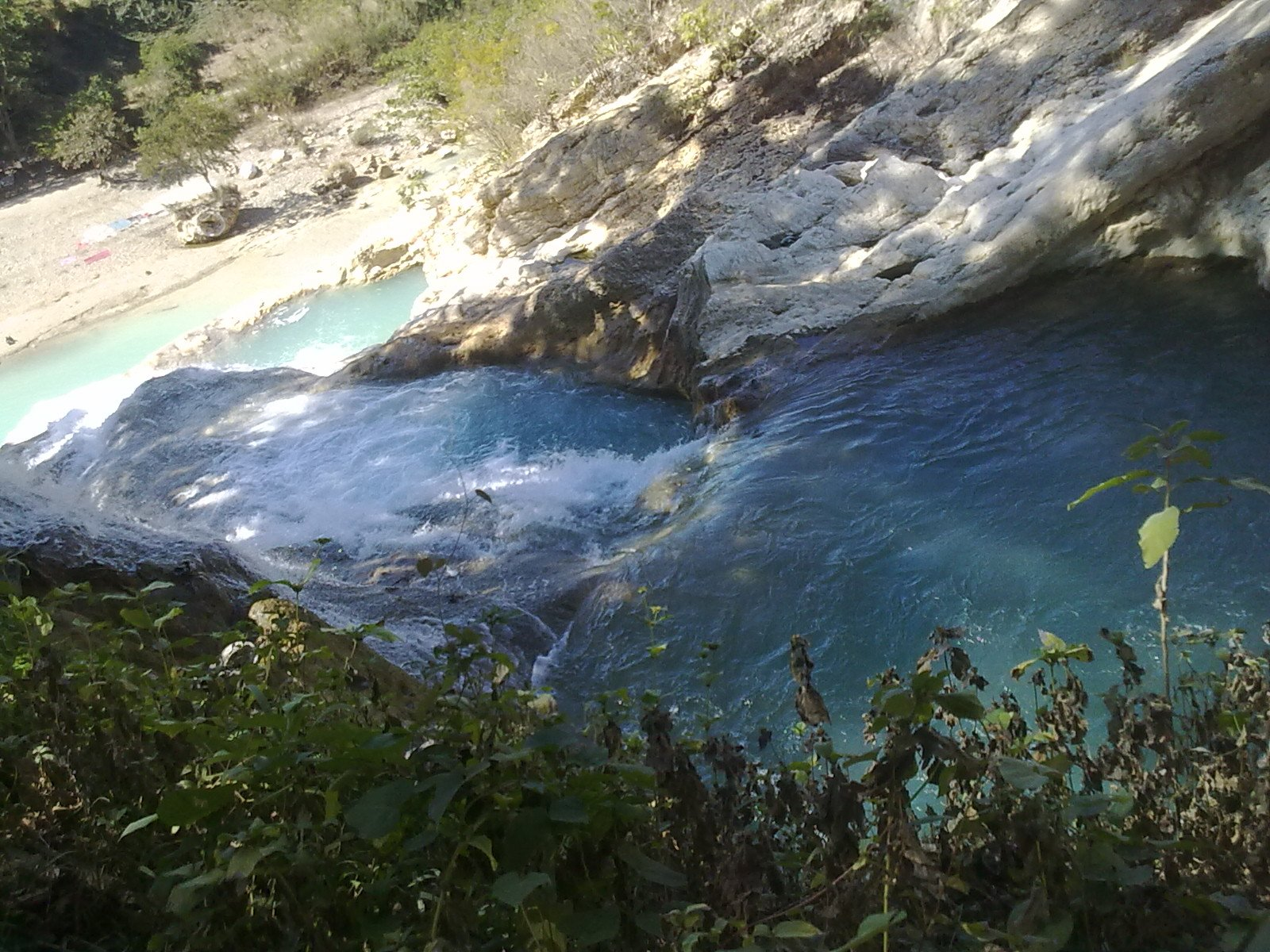
Bassins supérieurs du bassin Zim, au nord-ouest de Hinche, sur la rivière Guayamouc

Le bassin Zim est un bassin de la rivière Guayamouc situé près de Hinche, en Haïti. Il comporte une grotte et une série de cascades qui forment un cadre pittoresque. Des gravures rupestres ornent les parois de la grotte. Le lieu attire les touristes et les adeptes du culte vaudou.

## Description
Le bassin Zim est un bassin de la rivière Guayamouc, situé à 8 km au nord-ouest de la ville de Hinche, chef-lieu du département du Centre, en Haïti. Il comporte une grotte ornée de pétroglyphes et des chutes d'eau et forme un cadre naturel attrayant.

## Art rupestre
Les anciens habitants de l'île d'Ayiti, à savoir les Taïnos, sont les auteurs présumés des pétroglyphes gravés sur les parois de la grotte. C'était peut-être un espace sacré pour ces populations.

## Vaudou
Le bassin Zim est un lieu de pèlerinage pour beaucoup d'adeptes du culte vaudou.

## Tourisme
Le bassin Zim fait l'objet d'une mise en valeur touristique, et s'inscrit dans un circuit appelé la Route de l'eau. Toutefois des pétroglyphes ont été endommagés par les visiteurs qui en ont recouvert certains de graffitis.